# 福岡市立福重小学校
福岡市立福重小学校（ふくおかしりつ ふくしげしょうがっこう) は、福岡県福岡市西区福重四丁目にある公立小学校。

## 概要
1979年（昭和54年）4月、福岡市立壱岐小学校、福岡市立姪浜小学校等から学区・児童を分離した上で開校した。福岡市西部を流れる室見川沿岸の西側に位置する。

## 沿革
- 1979年（昭和54年）
  - 4月 - 開校
  - 9月 - 校章決定
  - 10月 - 校歌決定（作詞: 米田玉穂・作曲: 寺山凡三）
- 1980年（昭和55年）3月 - 正門完成
- 1981年（昭和56年）
  - 1月 - 米飯給食開始
  - 2月 - 南校舎2教室完成
  - 9月 - 南校舎3・4階教室完成
- 1988年（昭和63年）10月 - 創立10周年記念式典
- 1989年（平成元年）6月 - よかトピア見学
- 1999年（平成11年）11月 - 創立20周年記念式典
- 2005年（平成17年）11月 - 講堂兼体育館落成記念式典
- 2008年（平成20年）11月 - 創立30周年記念式典[1]

## 校区
- 福重団地
- 福重一丁目〜五丁目
- 姪浜駅南二丁目（30番10号〜16号・31番･32番）